# Цеторе
Цеторе (словен. Cetore) — поселення в общині Ізола, Регіон Обално-крашка, Словенія. Висота над рівнем моря: 211,5 м.